# Stift Borghorst

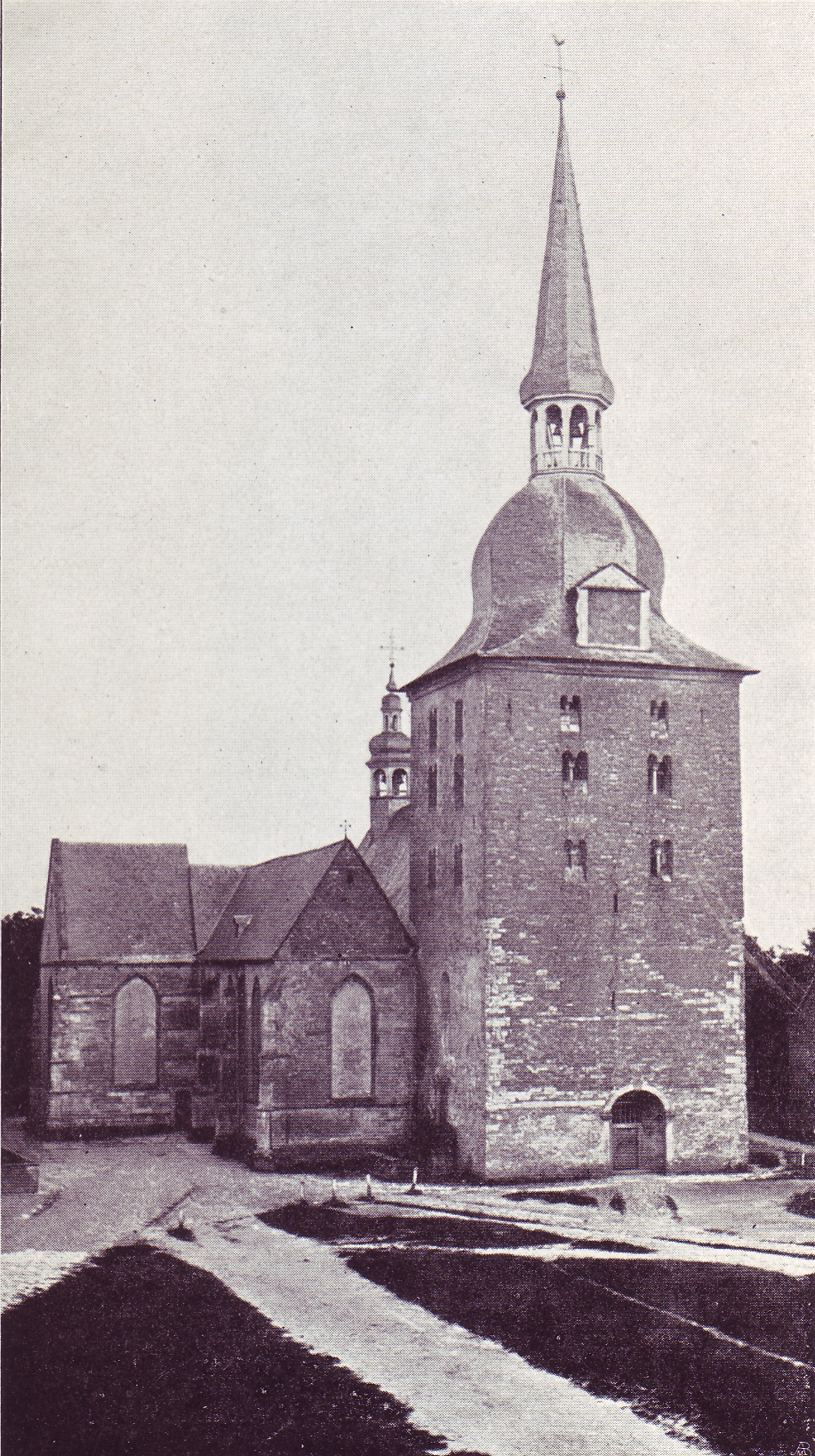
Stiftskirche (Aufnahme vor 1886)

Das Stift Borghorst, heute Teil von Steinfurt, wurde in der zweiten Hälfte des 10. Jahrhunderts gegründet. Es war ein freiweltliches adeliges Damenstift. Es bestand bis zu seiner Aufhebung 1811.

## Gründungsphase

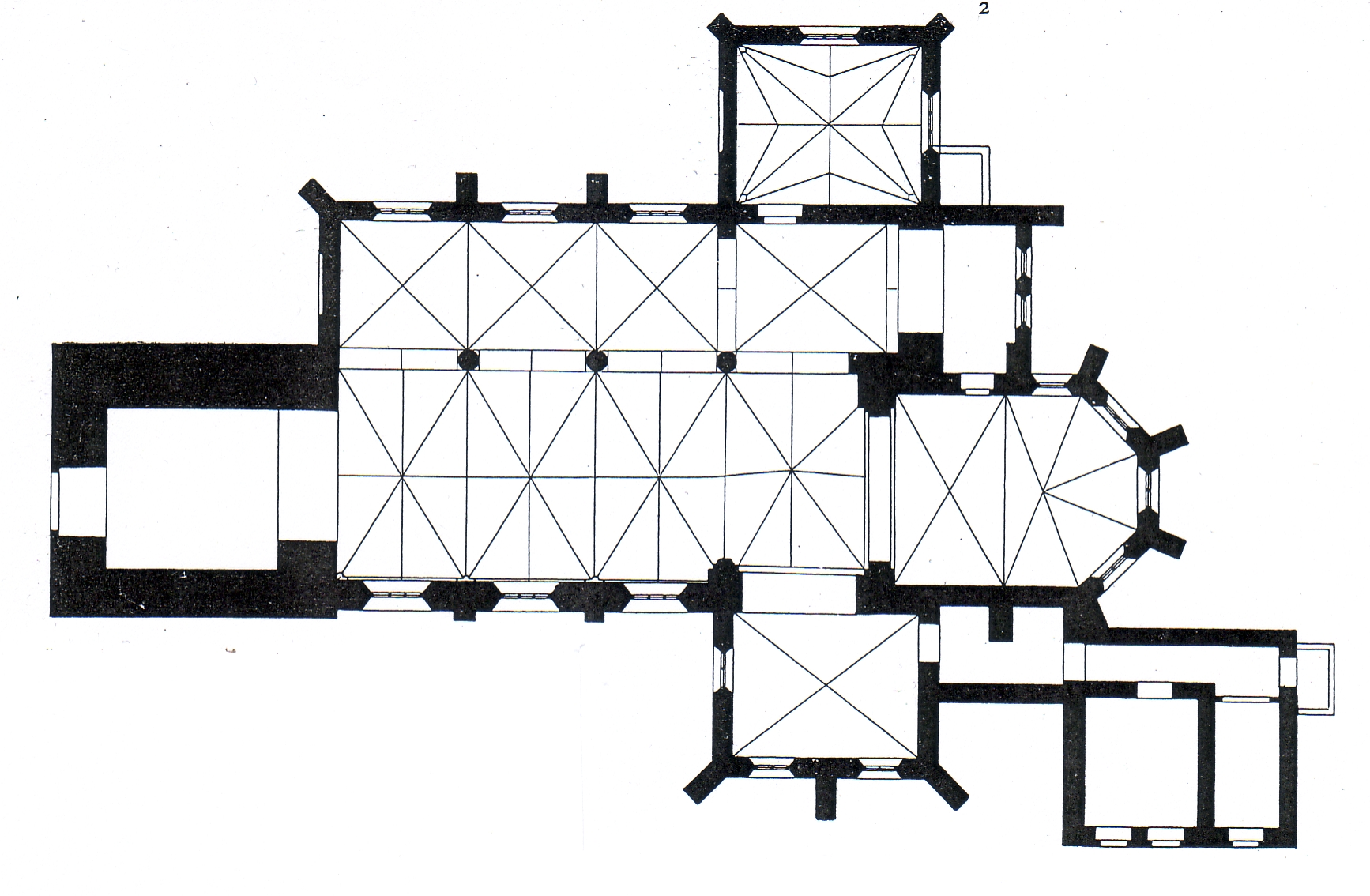
Grundriss Stiftskirche

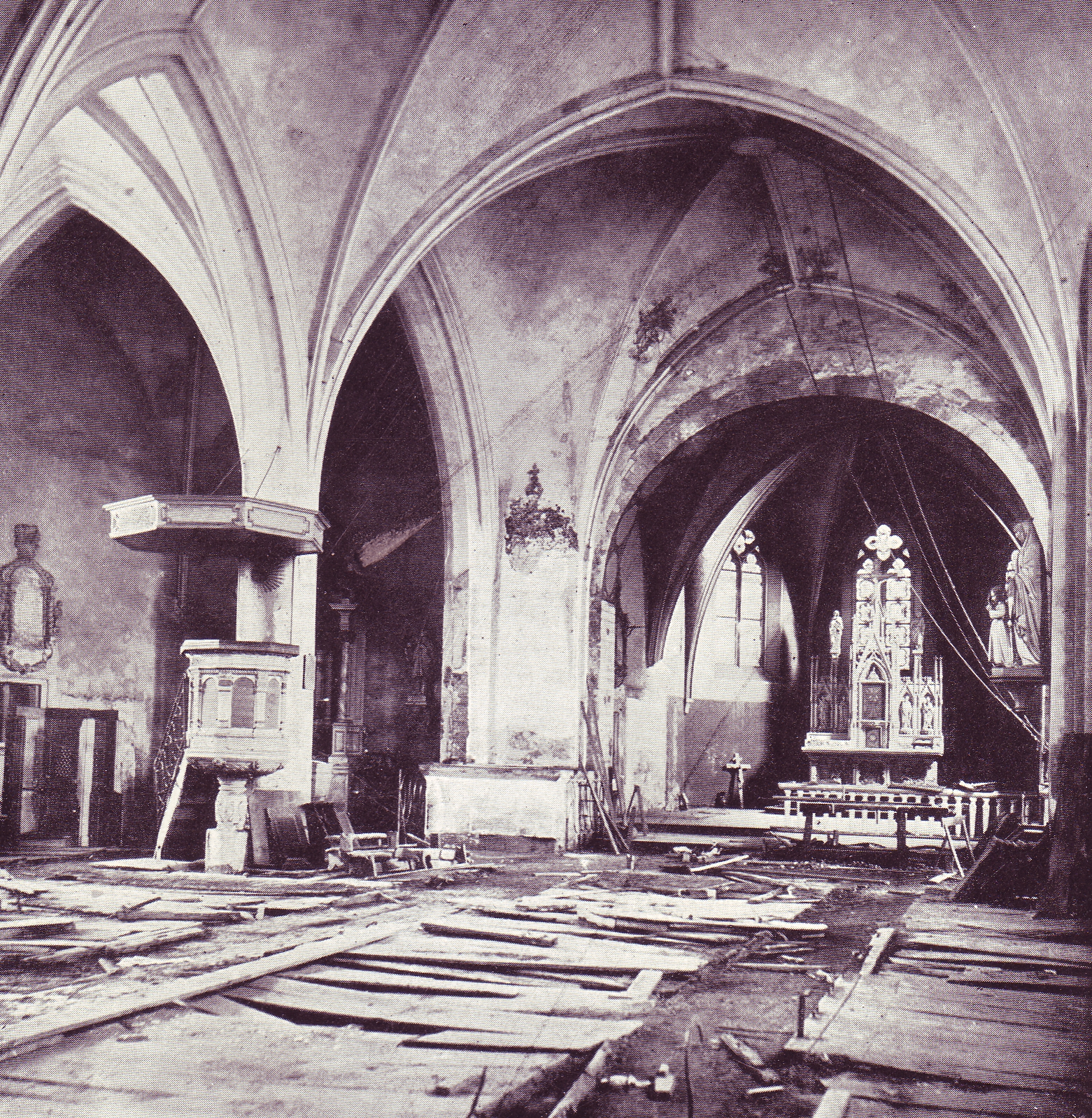
Der Innenraum der Stiftskirche kurz vor dem Abriss

Als Gründungsjahr wird vielfach 968 angegeben. Die Abschrift der Gründungsurkunde aus dem 16. Jahrhundert hat sich allerdings inzwischen als Fälschung herausgestellt. Nicht angezweifelt wird indes, dass die Gründung in etwa in dieser Zeit erfolgt sein muss.
Gründerin war Gräfin Bertha von Borghorst. Sie war die Witwe des Grafen Bernhard und wird zur Verwandtengruppe der Billunger gezählt. Zusammen mit ihrer Tochter Hedwig oder Hadwig ließ sie eine dem heiligen Nikomedes geweihte Kirche und ein Frauenkloster errichten. Die ehemalige Grafenburg wurde zum Kloster umgestaltet.
Die Tochter Hedwig wurde erste Äbtissin. Die ersten Stiftsdamen kamen aus dem Stift Essen. Im Jahr 969 kam es zur Überführung von Reliquien der Heiligen Cosmas und Damian, Nikomedes und Mauritius.

## Rechtsstellung
Otto I. nahm die Einrichtung unter seinen Schutz. Er beauftragte das Erzbistum Magdeburg mit der Beschirmung. Im Jahr 974 erhielt das Stift die Immunität durch Otto II. Danach wurde es von aller weltlichen Gerichtsbarkeit freigestellt, den Insassinnen wurde die freie Wahl der Äbtissin gestattet. Diese war nur auf die Bestätigung durch den Erzbischof von Magdeburg angewiesen. Besonders deutlich gemacht wurde, dass der Bischof von Münster, der für das Gebiet eigentlich zuständig war, keine Rechte am Kloster hatte. Nur zu bischöflichen Amtshandlungen und auch nur mit Zustimmung der Äbtissin durften die münsteraner Bischöfe das Stift betreten. Hauptgrund für die unabhängige Stellung der Einrichtung vom Diözesanbischof war die Nähe zum mächtigen Haus der Billunger und zum sächsischen Kaiserhaus sowie die Verwandtschaft mit dem ersten Erzbischof von Magdeburg Adalbert.
Die Schenkungen der Gründerin an das Stift wurden durch eine weitere Tochter der Gründerin Bertheid in Frage gestellt. Bestätigt wurden die Rechte von Otto III. 989.

## Vogtei

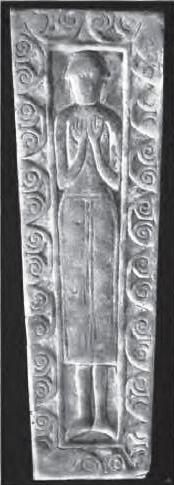
Grabplatte aus der Stiftskirche

Die Erzbischöfe setzten zum Schutz des Stifts einen Vogt ein. Dieser gab die Vogteirechte zunächst an Graf Wichmann aus dem Geschlecht der Billunger. In späterer Zeit gingen die Rechte an die Grafen von Ravensberg über. Im Jahr 1271 kam die Vogtei an die Grafen von Steinfurt. Nicht selten versuchten diese in die Rechte der Stiftsdamen oder der dem Stift unterstellten Bauern einzugreifen. Vor allem unter Ludolf VI. von Steinfurt kam es zu Übergriffen. Danach wurden die Rechte des Vogts stark eingeschränkt. Wegen der Landeshoheit über Borghorst bestanden im 14. Jahrhundert Streitigkeiten zwischen dem Bischof von Münster und den Grafen von Steinfurt.

## Materielle Basis
Dem Stift vermachte die Gründerin ihre sämtlichen Güter. Der Grundbesitz des Stifts wuchs durch Schenkung, Übereignung und Kauf weiter an und war weit gestreut. Um 1313 gehörte Borghorst zu den wohlhabendsten Frauenstiften im Bistum Münster. Zum Kloster gehörten eine Reihe von Rittern als Ministeriale.

## Charakter der Gemeinschaft
Über die Klosterregel, nach der die Stiftsdamen anfangs lebten, gibt es verschiedene Hinweise. Es gibt Autoren, die von der Zugehörigkeit zum Prämonstratenserorden sprechen. Vielfach wird von einer späteren Umwandlung in ein adeliges, kaiserliches, freiweltliches Damenstift ausgegangen. Teilweise wird für diesen Übergang das 13. Jahrhundert, aber auch das Jahr 1699 genannt. Der Historiker Wilhelm Kohl meint hingegen, dass in Borghorst von Anfang an weniger der Kloster-, sondern der Stiftscharakter dominierte. Bereits vor dem Dreißigjährigen Krieg waren dort Stiftsdamen, z. B. Clara Anna von Nehem, die Heinrich II. von Droste-Hülshoff heiratete, im 18. Jahrhundert Anna Sophia, eine Schwester von Clemens August I. von Droste zu Hülshoff.

## Kirchliche Rechte
Die Kirche des Stifts wurde 1040 zur Pfarrkirche erhoben. Vor allem wegen der klösterlichen Unabhängigkeit erhielt es vom Bischof von Münster nicht die vollständigen Archidiakonatsrechte. Diese hatte die Äbtissin nur für den Bereich der Stiftsimmunität. Beauftragter war der Pastor von Borghorst, der stets ein Kanoniker des Stifts war. Die Äbtissin hatte das Besetzungsrecht der beiden Kanonikerstellen in der Pfarrkirche sowie in vier Vikarien.

## Kapitel
Die Angehörigen kamen aus adeligen Häusern. Die Stiftsdamen gelobten Keuschheit und Gehorsam legten aber kein Gelübde ab. Abgesehen von der Zeit des Chorgebets trugen die Damen weltliche Kleidung. In den ersten Jahren im Stift herrschte für die neuen Damen eine strenge Residenzpflicht, danach war diese gelockert. Da kein Gelübde bestand, konnten die Stiftsangehörigen eigenes Vermögen besitzen und sie durften, etwa um zu heiraten, auch aus der Gemeinschaft ausscheiden.
Das Kapitel des Stifts bestand aus 14 Stiftsdamen und drei Stiftsherren. Die Stiftsangehörigen lebten in eigenen Häusern am Kirchhof.

## Stiftsämter
Die Äbtissinnen sollten nach den Gründungsurkunden aus dem Geschlecht der Stifterin kommen. In älteren Darstellungen wird angegeben, dass bis 1674 die Äbtissinnen aus dynastischen oder gräflichen Häusern stammten. Es gab aber auch Vorsteherinnen aus Ministerialenfamilien.
Die Äbtissin wurde von den Stiftsdamen gewählt. Bestätigt wurde sie vom Erzbischof in Magdeburg. Sie vergab Ämter und Rechte. Ihre richterlichen Rechte vergab sie an eine Reihe von so genannten Burrichtern. Da eine Reihe der Äbtissinnen gleichzeitig auch Vorsteherinnen von Metelen oder Freckenhorst waren, bestand in Borghorst nur eine Residenzpflicht von drei Monaten im Jahr.
Stellvertreterin der Äbtissin war die ebenfalls gewählte Pröpstin. Diese war vor allem für die Verwaltung der Güter verantwortlich. Das dritte offizielle Amt war das der Küsterin. Diese wurde von der Äbtissin bestimmt. Sie war vor allem für die Gottesdienste zuständig.

## Entwicklung seit der Reformation
Als die Grafen von Steinfurt aus dem Haus Götterswick-Bentheim zum Protestantismus übergetreten waren, brachen neue Konflikte zwischen Vogt und Stift aus. Das Kapitel erkannte die Vogtsrechte daher seit 1606 nicht mehr an. Aber erst 1786 verzichteten die Steinfurter offiziell auf die Vogtsrechte.
Obwohl das Erzbistum Magdeburg in der Reformationszeit protestantisch wurde, änderte sich im Verhältnis zwischen diesem und dem Stift zunächst nichts. Innerhalb des Kapitels gab es allerdings nunmehr auch protestantische Stiftsdamen. Diese Verhältnisse gaben dem Bischof von Münster Ferdinand von Bayern die Gelegenheit, in die Stiftsverhältnisse einzugreifen und 1616 die protestantischen Stiftsdamen zu vertreiben.
Während des Achtzigjährigen Krieges wurde das Stift bei einem Versorgungszug der spanischen Armee im Jahr 1592 überfallen.
Im Zuge der Gegenreformation im Bistum Münster erkannte das Stift 1623 den Bischof von Münster als Ordinarius an. Nach der Säkularisation des Erzbistums Magdeburg nach 1648 nahmen die Bestrebungen der münsteraner Bischöfe zu, die Rechte Magdeburgs an sich zu ziehen. Auch mit diesem Ziel unterstützte Bischof Christoph Bernhard von Galen seine Schwester bei deren Kandidatur zur Äbtissin im Jahr 1672. Der Übergang der Rechte an Münster wurde von Brandenburg-Preußen als neue Landesherren in Magdeburg bestritten und 1718 konnte König Friedrich Wilhelm I. einige seiner Rechte durchsetzen.

## Säkularisation
Nach dem Reichsdeputationshauptschluss fiel das Stift Borghorst zusammen mit dem zuvor münsterischen Amt Horstmar an die Grafen von Salm. Das Stift klagte dagegen vor dem Reichskammergericht. Ohne dass der Prozess beendet gewesen wäre, verloren die Grafen 1806 die Landeshoheit über die Grafschaft Salm-Horstmar. Nach der Eingliederung in den Rheinbundstaat Großherzogtum Berg löste Joachim Murat als neuer Landesherr die Stifte zunächst nicht auf. Dies geschah erst 1811, als die Region an Frankreich fiel. Die Güter wurden den Domänen des Kaisers Napoleon zugeschlagen. Die Gebäude wurden verkauft. Nach dem Rückzug der Franzosen erhielt der Graf von Salm-Horstmar die Güter des Stifts zurück, hatte die Stiftsdamen aber finanziell zu entschädigen. Das Archiv wurde nach Coesfeld in das fürstliche Archiv gebracht.
Bereits vor der Säkularisation 1801 wurde das Dormitorium abgebrochen. Das Abteigebäude wurde 1811 niedergelegt. In den 1880er Jahren wurde auch die Kirche zu Gunsten eines Neubaus, der heutigen neugotischen Kirche St. Nikomedes, abgerissen. Erhalten ist nur das Kapitelgebäude und ein weiteres Haus aus dem Jahr 1701.
Neben dem Bestand im fürstlichen Archiv in Coesfeld befindet sich ein beträchtlicher Teil des Archivs im Pfarrarchiv Borghorst. Der Nekrolog aus dem 13. Jahrhundert wird im Staatsarchiv Münster aufbewahrt.

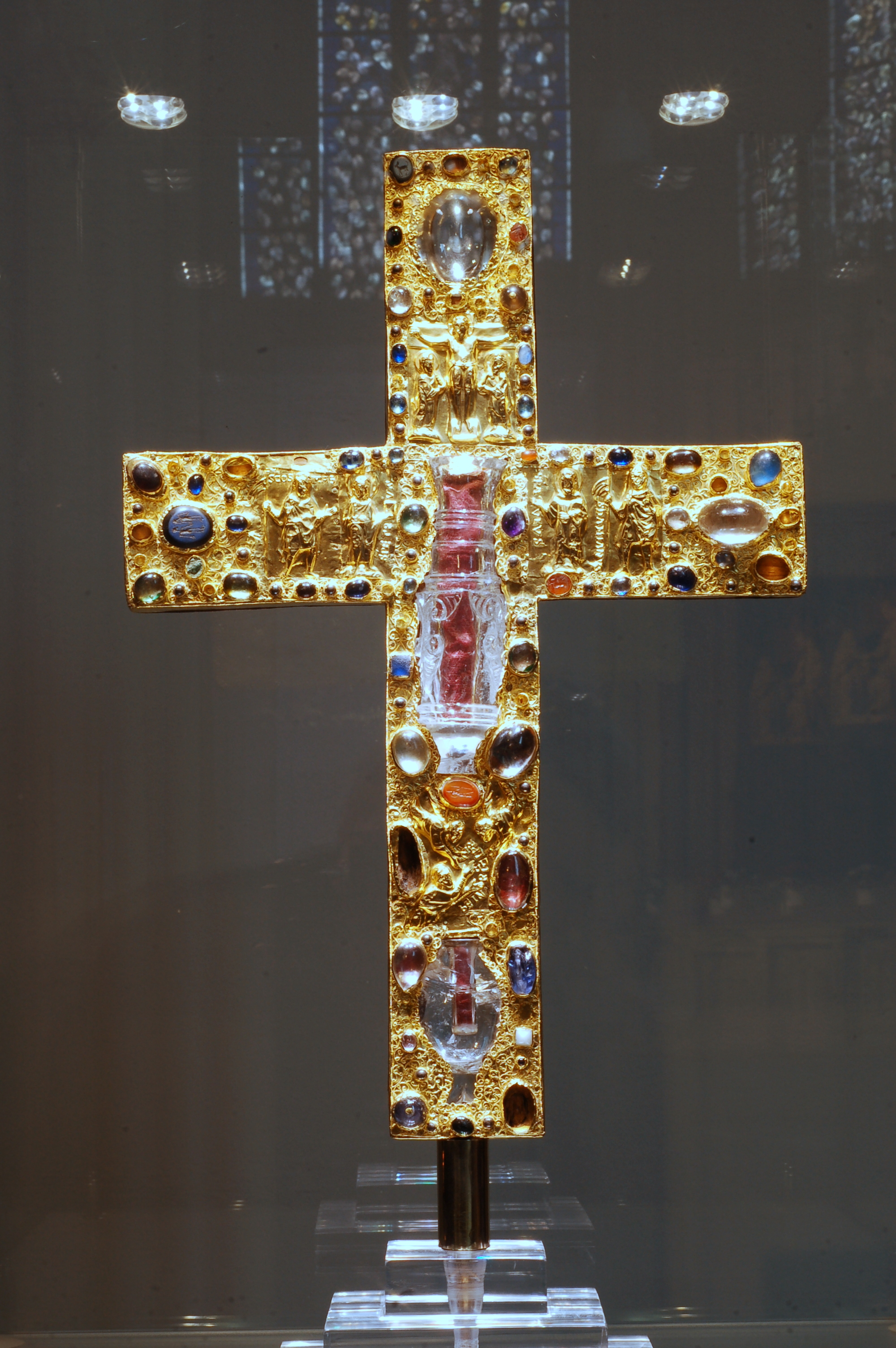
Vorderseite des Stifts- und Reliquienkreuzes in der Kirche St. Nikomedes (2009)

## Baulichkeiten und Kunstwerke
Wann die Stiftskirche erbaut wurde, ist nicht überliefert. Der Westturm des Langhauses stammte aus dem 12. Jahrhundert. Im Jahr 1403 wurde die romanische Kirche zu einer gotischen Hallenkirche ausgebaut. Neben dem großen Turm befand sich die Kapelle der Äbtissin. Außerdem gab es in der Nähe weitere Kapellen.
Den Kirchenvorplatz säumten die Wohngebäude der Kanoniker und der Stiftsdamen („Stiftskurien“). Nur eine der Stiftskurien, 1688 erbaut, ist erhalten.
Unweit der Kirche liegt die bis heute erhaltene Aloysiuskapelle von 1749.
Zu den bedeutendsten Kunstschätzen gehört das Borghorster Stiftskreuz aus der Zeit um 1050. Dieses befindet sich heute im Besitz der Kirche St. Nikomedes zu Steinfurt-Borghorst. Es zählt zu den wichtigsten ottonischen Kunstwerken.
In der Kirche befand sich ein romanisches Epitaph. Dieses wurde teilweise als Grabplatte von Graf Bernhard, dem Ehemann der Gründerin, gedeutet. Einen Beweis dafür gibt es nicht.